# Southampton (Massachusetts)
Southampton és un poble dels Estats Units a l'estat de Massachusetts. Segons el cens del 2000 tenia 5.387 habitants.

## Demografia
Segons el cens del 2000, Southampton tenia 5.387 habitants, 1.985 habitatges, i 1.556 famílies. La densitat de població era de 73,9 habitants/km².
Dels 1.985 habitatges en un 36,6% hi vivien nens de menys de 18 anys, en un 66,9% hi vivien parelles casades, en un 8,4% dones solteres, i en un 21,6% no eren unitats familiars. En el 16,8% dels habitatges hi vivien persones soles el 6,8% de les quals corresponia a persones de 65 anys o més que vivien soles. El nombre mitjà de persones vivint en cada habitatge era de 2,71 i el nombre mitjà de persones que vivien en cada família era de 3,07.
Per edats la població es repartia de la següent manera: un 25,5% tenia menys de 18 anys, un 6,3% entre 18 i 24, un 29,1% entre 25 i 44, un 29,2% de 45 a 60 i un 9,9% 65 anys o més.
L'edat mediana era de 39 anys. Per cada 100 dones de 18 o més anys hi havia 95 homes.
La renda mediana per habitatge era de 61.831 $ i la renda mediana per família de 64.960$. Els homes tenien una renda mediana de 41.544 $ mentre que les dones 31.250$. La renda per capita de la població era de 26.205$. Entorn de l'1,8% de les famílies i el 2,4% de la població estaven per davall del llindar de pobresa.